# Кривда Григорій Федосійович
Григо́рій Федо́сійович Кри́вда  (*5 вересня 1923, Середівка, Згурівський район, Київської області — †25 березня 1997, Донецьк) — український письменник та поет, автор сонетів. Член Спілки письменників з 1955 року. Редактор видавництва «Донбасс».

## Біографія
Григорій Феодосійович Кривда був учителем в молодших класах. Після закінчення Київського технікуму залізничного транспорту працював на Ташкентській залізниці і водночас вчився на вечірньому відділенні місцевого педінституту. В 1949 році переїздить на Донбас, працює інженером в управлінні Донецької залізниці. З 1956 року працює в газеті, секретарем журналу, старшим редактором видавництва «Донбасс».

## Твори Г. Кривди
Збірки віршів:
- «Весняна повінь» (1952),
- «Любисток», «Всякий молодець на свій образець» (1956),
- «Донецькі будні» (1958),
- «Ви не чули дивини?» (1959),
- «Зоре моя» (1960),
- «Гомін землі» (1961),
- «Дорогами рідного краю» (1962),
- «Лірика, гумор, сатира» (1964),
- «Зимові краплі» (1985),
- «Совість іде по землі» (1967),
- «Щедрінь» (1986);

Вірші та поеми:
- «Чистоводиця» (1969),
- «Пролог» (1982);
- «До рідного дому» (1989);

Збірки новел:
- «Орисині жайвори» (1960),
- «Сільський лікар»,
- «Люди добрі» (1961),
- «Юність Донецької Ялти» (1962);

Повісті та новели:
- «Не чужа мати» (1963),
- «Дума про матір» (1980).

Повість та новели, що увійшли до книги «Не чужа мати» виходили російською мовою.
Нагороджений: Сєвєродонецькою літературною комсомольською премією імені Бориса Горбатова (1979 р.) та обласною літературною премією імені Володимира Сосюри 1994 р.
Помер 25 березня 1997 р. Похований у Донецьку.